# Borzykowo (województwo pomorskie)
Borzykowo – osada w Polsce położona w województwie pomorskim, w powiecie bytowskim, w gminie Miastko.
W latach 1975–1998 miejscowość administracyjnie należała do województwa słupskiego.

## Etymologia
Nazwa osady wywodzi się najpewniej od nazwy osobowej Borzym z sufiksem ~kowo. Borzym to imię męskie w skróconej formie pisane Borz, Borzej – wyjaśnia Słownik geograficzny Królestwa Polskiego z roku 1880.